# Liste der Träger des Bayerischen Verdienstordens/F

## F
1. Franz Faber (1919–2017), ehemaliger Präsident des Oberlandesgerichts Bamberg
2. Georg Faber (1877–1966), Mathematiker (verliehen am 20. November 1959)
3. Bernd Fabritius (* 1965), Präsident des Bundes der Vertriebenen (verliehen am 5. Juli 2023)
4. Helmut Fahlbusch, ehem. Vorstandssprecher der Schott-Glaswerke, ehem. Präsident des Bundesverbandes Glasindustrie und Mineralfaserindustrie (verliehen am 7. Juli 1999)
5. Wolfgang Falck (1925–2021), Psychologe, ehemaliges Mitglied der Geschäftsführung der INA Wälzlager Schäffler KG (verliehen am 4. Juli 1991)
6. Rita Falk (* 1964), Autorin (verliehen am 5. Juli 2023)
7. Kurt Faltlhauser (* 1940), Bundestagsabgeordneter, Bayerischer Staatsminister (verliehen am 4. Juli 1991)
8. Annette Fecker, Roding (verliehen am 22. Juli 2019)
9. Hans Fehn (1903–1988), Geograph (verliehen 1974)
10. Josef Felder (1900–2000), Politiker (verliehen 1964)
11. August Feldmeier, Inhaber der Firma Beck-Feldmeier KG (verliehen 9. Juni 1969)
12. Charlotte Fell, Unternehmerin (verliehen am 12. Juli 2004)
13. Hans-Josef Fell (* 1952), Mitglied des Deutschen Bundestags (verliehen am 10. Oktober 2012)
14. Carl Feller, Kommerzienrat (verliehen 3. Juli 1959)
15. Markus Ferber (* 1965), Vorsitzender der CSU-Europa Gruppe im Europäischen Parlament (verliehen am 29. Juli 2010)
16. Josef von Ferenczy (1919–2011), Medienmanager (verliehen 1993)
17. Veronica Ferres (* 1965), Schauspielerin (verliehen am 5. Juli 2006)
18. Roman Fertinger (* 1957) Polizeipräsident a. D. (verliehen am 5. Juli 2023)
19. Uta M. Feser (* 1959), Betriebswirtin, Professorin und Präsidentin der Hochschule Neu-Ulm (verliehen am 27. Juni 2018)
20. Fredl Fesl (1947–2024), Musiker, Sänger (verliehen am 13. Oktober 2022)
21. Wilhelm Feuerlein (1920–2015), Leiter der Psychiatrischen Poliklinik des Max-Planck-Instituts für Psychiatrie München (verliehen am 7. Juli 1999)
22. Otto Freiherr von Feury (1906–1998), Landtagsabgeordneter, Präsident des Bayerischen Bauernverbandes (verliehen 3. Juli 1959)
23. Georg Feyock (1902–1971), Notar, Präsident der Notarkasse (verliehen 3. Juli 1959)
24. Aloisia Fichtl (1939–2017), Vorsitzende des Vereins Hilfe für rumänische Waisenkinder (verliehen am 20. Juli 2011)
25. Ingrid Fickler (* 1940), Landtagsabgeordnete (verliehen am 5. Juli 2006)
26. Nikolaus Fiebiger (1922–2014), Kernphysiker, Rektor und später Präsident der Friedrich-Alexander-Universität Erlangen-Nürnberg (verliehen 1972)
27. Friedhelm Finke, Wahlkonsul von Bolivien, Vorstand der Zyma-Blaes AG Walchstadt (verliehen am 9. Juni 1969)
28. Roswin Finkenzeller (* 1934), Journalist (verliehen am 7. Juli 1999)
29. Jakob Fischbacher (1886–1972), Landtagsabgeordneter (verliehen am 3. Juli 1959)
30. August Fischer (1901–1986), Bürgermeister Kempten (verliehen 1965)
31. Ernst Otto Fischer (1918–2007), Chemiker, Professor für Anorganische Chemie und Nobelpreisträger 1973
32. Franziska Fischer (1897–1972), Mitglied des Bayerischen Senats (verliehen am 3. Juli 1959; erhielt 1966 das Große Bundesverdienstkreuz)
33. Helmut Fischer, Landrat a. D. (verliehen am 12. Juli 2004)
34. Laurent Fischer, Journalist und Verleger (verliehen am 5. Juli 2006)
35. Margaretha Fischer, 1. Vorsitzende des Vereins „Leben teilen e. V.“ (verliehen am 14. Oktober 2015)
36. Lisa Fitz (* 1951), Kabarettistin (verliehen am 22. Juli 2019)
37. Bernhard Fleckenstein (1944–2021), Ordinarius für Virologie an der Friedrich-Alexander-Universität Erlangen-Nürnberg (verliehen am 5. Juli 2006)
38. Alfons Fleischmann (1907–1998), Geistlicher Rat und Professor (verliehen am 9. Juni 1969)
39. Marieluise Fleißer (1901–1974), Schriftstellerin (verliehen 1973)
40. Walter Flemmer (1936–2024), Stv. Fernsehdirektor des Bayerischen Rundfunks, Präsident der Bayerischen Akademie für Fernsehen e. V. (verliehen am 14. Juli 2005)
41. Hansi Flick, ehemaliger Fußballspieler und Trainer der deutschen Fußballnationalmannschaft (verliehen am 14. März 2022)
42. Heinrich Flik, ehem. Geschäftsführer und Aufsichtsratsvorsitzender der W.L. Gore & Associates GmbH (verliehen am 13. Juli 2016)
43. Karl Forster (1928–1981) Prälat, Sekretär der Deutschen Bischofskonferenz (verliehen am 9. Juni 1969)
44. Dieter Frank (* 1941), Geschäftsführer der Bavaria Film GmbH (verliehen am 5. Juli 2006)
45. Erika Franke (* 1954), Generalstabsärztin a. D. (verliehen am 12. Juli 2017)
46. Herbert Franke (1914–2011), Sinologe
47. Stefan Franke (* 1946), Präsident des Oberlandesgerichts Nürnberg (verliehen am 20. Juli 2011)
48. Herbert Frankenhauser (1945–2020), Bundestagsabgeordneter (verliehen am 5. Juli 2006)
49. Johann Frankl, ehem. Verwaltungsdirektor des Deutschen Caritasverbandes, Landesverband Bayern e. V. (verliehen am 5. Juli 2006)
50. Hermann Franz (1928–2016), Manager (verliehen 1989)
51. Max Hermann von Freeden (1913–2001), Museumsdirektor (verliehen 3. Juli 1959)
52. Ernst Freiberger (* 1950), Unternehmer (verliehen am 12. Juli 2017)
53. Eric Frenzel (* 1988), Nordischer Kombinierer (verliehen am 5. Juli 2023)
54. Renate Freuding-Spintler, Verlegerin (verliehen am 10. Oktober 2012)
55. Cajetan Freund (1873–1962), Journalist (verliehen am 3. Juli 1959)
56. Joseph Freundorfer (1894–1963), Bischof von Augsburg (1948–1962)
57. Adalbert Frey (1922–2006), Unternehmer (verliehen am 4. Juli 1991)
58. Emil Karl Frey (1888–1977), Chirurg und Professor (verliehen am 3. Juli 1959)
59. Günter Frey, (verliehen am 5. Juli 2023)
60. Georg Freiherr von Freyberg-Eisenberg (1926–2017), Politiker (verliehen 1982)
61. Pankraz Freiherr von Freyberg (* 1944), Intendant der Festspiele Europäische Wochen Passau (verliehen am 12. Juli 2004)
62. Schwester M. Gerda Friedel, Provinzoberin der Dillinger Franziskanerinnen (verliehen am 12. Juli 2017)
63. Gerhard Friedrich (* 1948), Bundestagsabgeordneter (verliehen am 7. Juli 1999)
64. Gerhard Friedrich (1908–1986), Professor und Universitätsrektor (verliehen am 9. Juni 1969)
65. Hans-Peter Friedrich (* 1957), Bundesminister des Innern, MdB (verliehen am 10. Oktober 2012)
66. Heinz Friedrich (1922–2004), Verleger, Essayist und Autor (verliehen 1979)
67. Horst Friedrich (* 1950), Bundestagsabgeordneter (verliehen am 11. Juli 2008)
68. Ingo Friedrich (* 1942), Vizepräsident des Europäischen Parlaments (verliehen 1986)
69. Johannes Friedrich (* 1948), Landesbischof der Evangelisch-Lutherischen Kirche in Bayern (verliehen am 17. Juli 2003)
70. Maria Friedrich (1922–2012), Verlegerin und Gründerin des „dtv Junior“ (verliehen am 4. Juli 1991)
71. Anni Fries (* 1951), Bezirksbäuerin Schwaben des Bayer. Bauernverbandes und Stv. Landesbäuerin (verliehen am 20. Juli 2011)
72. Karl Ritter von Frisch (1886–1982), Professor für Zoologie (verliehen am 3. Juli 1959)
73. Wilhelm Fritz, Rechtsanwalt, Funktionär des Bayer. Landessportverbandes (verliehen am 9. Juni 1969)
74. Dagmar Fritz-Kramer, Unternehmerin (verliehen am 14. Oktober 2015)
75. Gert Fröbe (1913–1988), Schauspieler (verliehen 1982)
76. Cornelia Froboess (* 1943), Schauspielerin (verliehen 1996)
77. Kornelia Fröschl, (verliehen am 5. Juli 2023)
78. Konrad Frühwald (1890–1970), Politiker (verliehen am 3. Juli 1959)
79. Ernst Fuchs (* 1957), Chefredakteur der Passauer Neuen Presse (verliehen am 14. März 2022)
80. Gerhard Fuchs (* 1947), Fernsehdirektor des Bayerischen Rundfunks, Rektor der Hochschule für Fernsehen und Film (verliehen am 12. Juli 2004)
81. Günter Fuchs, Rektor a. D., ehem. Vizepräsident der Landesverkehrswacht Bayern (verliehen am 13. Juli 2016)
82. Hyazintha Fuchs, Bäckerin (verliehen am 22. Juli 2019)
83. Martin Fuchs (1903–1969), österreichischer Diplomat (verliehen am 19. November 1960)
84. Monika Führer (* 1961), Kinderärztin, Professorin für Kinderpalliativmedizin am Universitätsklinikum der Ludwig-Maximilians-Universität München (verliehen am 17. Dezember 2014)
85. Albert Graf Fugger von Glött, Rechtsanwalt, Vorsitzender der Fürstlich und Gräflich Fuggerschen Stiftungen (verliehen am 29. Juli 2010)
86. Angela Fugger von Glött, Unternehmerin (verliehen am 20. Juni 2001)
87. Horst Fuhrmann (1926–2011), Historiker (verliehen 1990)
88. Joachim Funk, ehem. Vorsitzender des Vorstandes der Mannesmann AG (verliehen am 7. Juli 1999)
89. Ricarda Funk (* 1992), Kanutin und Olympiasiegerin (verliehen am 14. März 2022)
90. Linus Funke (1877–1961), Staatssekretär (verliehen am 3. Juli 1959)
91. Albert Füracker (* 1968), Politiker (CSU), Mitglied des bayerischen Landtags bayerischer Finanz- und Heimatminister (verliehen am 8. Juli 2021)
92. Maria Furtwängler (* 1966), Schauspielerin, Mitglied des Stiftungsvorstandes „Bündnis für Kinder – gegen Gewalt“, München (verliehen am 11. Juli 2007)